# Beesie

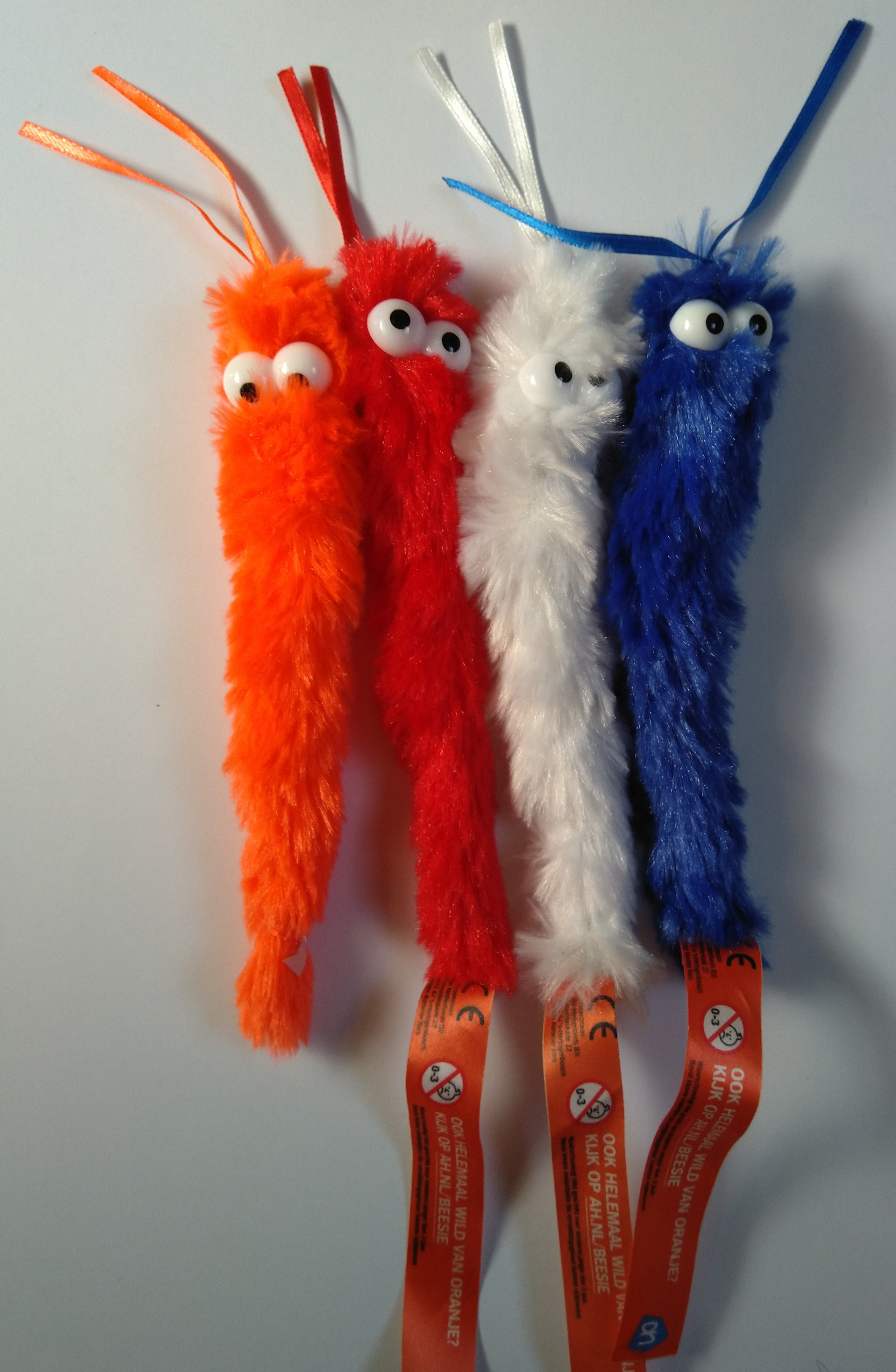
De vier verschillende beesies

Beesies zijn figuurtjes die door de supermarktketen Albert Heijn tijdens het WK 2010 werden uitgedeeld. Ze zijn een vervolg op de wuppies uit 2006 en de welpies uit 2008.

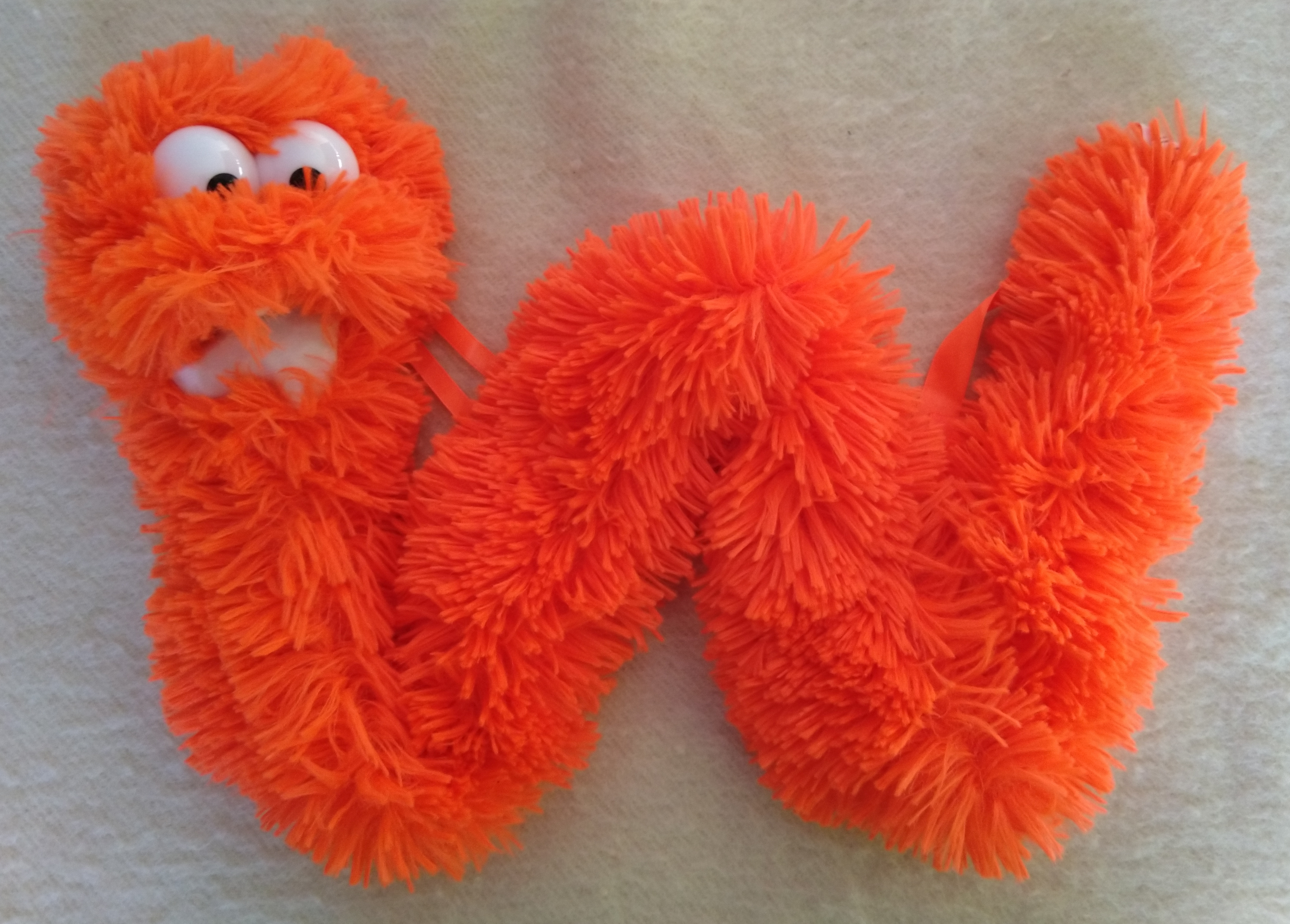
Het grote formaat beesie

Beesies waren beschikbaar in de kleuren oranje, rood, wit of blauw: de kleuren van de vlag van Nederland en de oranje wimpel. Rond de tijd van het WK 2010 kregen klanten bij Albert Heijn bij elke 10 euro een beesie. Er kon ook worden gespaard voor een groot formaat beesie. Deze was groter dan de reguliere beesies en kon worden gebruikt als handpop en als sjaal. Grote beesies waren te koop voor ongeveer 2 euro. Ook kon er worden gespaard voor een beesie-pet. In een reclamespot van Albert Heijn waren er twee grote beesies te zien met Harry Piekema die het lied Schouder aan schouder zongen van Guus Meeuwis en Marco Borsato. De naam beesie komt van een diertje dat in Zuid-Afrika leeft. De bevolking van Zuid-Afrika noemt deze diertjes beesies. Beesies worden ook gebruikt door vissers om vissen te lokken.